# Henri Étienne Sainte-Claire Deville

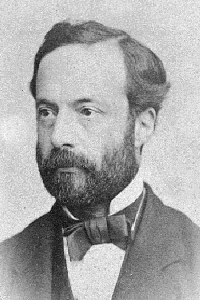
Henri Sainte-Claire Deville

Henri Étienne Sainte-Claire Deville (ur. 11 marca 1818 na wyspie Saint Thomas na Karaibach  – zm. 1 lipca 1881 w Boulogne-sur-Seine) – francuski chemik. Zajmował się badaniem dysocjacji gazów. Opracował przemysłowe metody otrzymywania glinu (w 1854 r.) i magnezu (w 1857 r.). Był profesorem paryskiej Sorbony oraz członkiem Francuskiej Akademii Nauk. Pochowany jest na paryskim cmentarzu Père-Lachaise.